# Avenida Larramendi
La avenida Larramendi es una importante arteria de la Ciudad de Paraná, Entre Ríos, Argentina. Dicha arteria comienza al final de la Calle Narciso Laprida, y termina en la rotonda de Bajada Grande junto con Avenida José M. Estrada.

## Descripción
La Avenida Larramendi es la más importante avenida en la ciudad de Paraná que conecta Bajada Grande con el centro de la ciudad. Tiene doble sentido toda su extensión, se extiende de este a oeste. Es una carretera conflictiva a la hora de circular en ella, pues no tiene semáforos, la iluminación no es buena, debido a esto se producen numerosos hechos delictivos y accidentes de tránsito.